# Careproctus cyclocephalus
Careproctus cyclocephalus är en fiskart som beskrevs av Kido, 1983. Careproctus cyclocephalus ingår i släktet Careproctus och familjen Liparidae. Inga underarter finns listade.